# Ernst Speer
Ernst Berthold Christian Speer (* 20. Juni 1889 in München; † 28. März 1964 in Lindau (Bodensee)) war ein deutscher Psychiater. Speer ist einer der Begründer der Psychotherapie und war designierter Inhaber des ersten Psychotherapie-Lehrstuhls in Deutschland.

## Familie
Ernst Speer wurde am 20. Juni 1889 als Sohn von Ernst Albert Speer und Louise Therese Speer, geborene Fischer, geboren. Er hatte zwei ältere Schwestern, Lisl und Martha, und einen jüngeren Bruder, Franz, der im Ersten Weltkrieg fiel. Speers Großvater Berthold Ernst Albert Speer, geboren in Oberschlesien, war mit etwa 25 Jahren als Baumeister und Bauunternehmer nach Dortmund gekommen und besaß dort die Victoria Brauerei AG. Der Architekt und Reichsminister für Bewaffnung und Munition Albert Speer war sein Cousin.
Ernst Speer heiratete Clara Helene Stolze, Urenkelin des Christoph von Pfister, letzten Präses der Lindauer Patriziergesellschaft Zum Sünfzen. Clara Speer-Stolze war Verfasserin eines Buches über die Lindauer Lebensgeschichte ihrer Mutter Anna von Pfister. Sie hatten drei adoptierte Kinder, wovon zwei von Ernst Speer außerehelich gezeugt worden waren und vom Ehepaar nach der Geburt adoptiert wurden. Die Tochter Eva Speer heiratete den I.G.-Farben-Chemiker Alfred Haag.

## Leben
Speer besuchte die Volksschule in München-Schwabing, verbrachte vier Jahre an der Lateinschule in Lindau und besuchte das humanistische Maximiliansgymnasium in München. Dort machte Speer 1908 sein Abitur. Er studierte von 1908 bis 1913 Medizin an den Universitäten Würzburg und Freiburg. Seit 1908 gehörte er der Burschenschaft Arminia Würzburg an. Die Studienzeit wurde vom Dienst an der Waffe unterbrochen, den Speer vom 1. April 1909 bis zum 30. September 1909 als Einjährig-Freiwilliger ableistete. Speer wollte zunächst Chirurg werden. Im Ersten Weltkrieg war er zunächst als Sanitätsoffizier in Frankreich und Polen eingesetzt und wurde mit dem Eisernen Kreuz erster und zweiter Klasse ausgezeichnet. Danach wurde er zum Asien-Korps Pascha II versetzt und in der Türkei, im Libanon und in Palästina eingesetzt. Für seinen Einsatz im Asienkorps Pascha II bekam Speer eine türkische Kriegsauszeichnung, den Eisernen Halbmond.
Speer begann im Januar 1919 seine Tätigkeit als chirurgischer Privatassistent bei Erich Lexer in Jena. Danach wurde er unter anderem durch Johannes Heinrich Schultz in die Psychotherapie eingeführt. Im Jahr 1921 ließ sich Speer in Lindau nieder, wo er das erste deutsche Sanatorium für Psychotherapie gegründet hatte und seit der Institutsgründung auch leitete.
Nach der Machtergreifung der Nationalsozialisten wurde Speer 1937 Mitglied der NSDAP. Vom Mai 1940 bis Oktober 1940 war Speer Truppenarzt beim Infanterie-Regiment 488 in Lindau. Danach war er bis Kriegsende unabkömmlich gestellt. 1941 fiel Speers Schwager, Hauptmann der Reserve Walter Stolze. Walter Stolze war Geschäftsführer der Lindauer „Bayerischen Hof Stolze-Spaeth K. G.“. Speer half der Familie Stolze, indem er die Geschäftsführung des Bayerischen Hofes während des Krieges übernahm. Im Jahr 1942 habilitierte sich Speer an der Universität Jena und wurde dort Dozent. Hierzu reiste er alle 14 Tage von Lindau an, um sonntäglich von 10 bis 12 Uhr ärztliche Psychotherapie zu lehren. Kurz vor Kriegsende wurde er designierter Inhaber des ersten Psychotherapie-Lehrstuhls in Deutschland.
Im September 1945 wurde Speer, den Berthold Kihn zum außerordentlichen Professor befördern wollte, aufgrund seines aktiven Einsatzes für die Ziele der NSDAP als Hochschullehrer entlassen. 1950 gründete der Betreiber der „Privatklinik Dr. Speer“ (Fachklinik für Psychotherapie in Lindau am Bodensee) die Lindauer Psychotherapiewochen. Seit 1953 bis zu seiner Emeritierung lehrte Speer als Honorarprofessor an der Universität Tübingen.
Ernst Speer lebte bis zu seinem Tod in Lindau am Bodensee.

## Auszeichnungen
- 1959: Großes Bundesverdienstkreuz[2]

## Schriften
- Die Liebesfähigkeit (Kontaktpsychologie). Lehmann, München 1935; 4. Auflage 1953.
- Vom Wesen der Neurose und von ihren Erscheinungsformen. Thieme, Leipzig 1938; 2. Auflage: Thieme, Stuttgart 1949.
- Die ärztliche Haltung in der Psychotherapie. Eine Einführung in das Studium der Psychotherapie für Medizinstudierende und Ärzte. Thieme, Stuttgart 1948.
- Der Arzt der Persönlichkeit. Grundlagen, Arbeitsweisen, Aufgaben der ärztlichen Psychotherapie. Ein Lehrbuch der ärztlichen Psychotherapie. Gewidmet Berthold Kihn. Thieme, Stuttgart 1949.
- Das Einswerden von Mann und Weib. Ein Buch vom Vermählungserlebnis. Reinhardt, München 1952.
- Das Erlebnis als klinische Aufgabe der ärztlichen Psychotherapie. Lehmann, München 1956.